# Ehud Avri'el
Ehud Avri'el (hebrejsky אהוד אבריאל‎; 19. října 1917 – 27. srpna 1980) byl izraelský politik a poslanec Knesetu za stranu Mapaj.

## Biografie
Narodil se ve Vídni v tehdejším Rakousku-Uhersku (dnes Rakousko). Ve Vídni vystudoval gymnázium. V roce 1940 přesídlil do dnešního Izraele, kde se později usadil v kibucu Ne'ot Mordechaj. Byl aktivní v židovských jednotkách Hagana. Během druhé světové války se podílel na organizování ilegální židovské imigrace. V roce 1946 byl vyslán do Československa za účelem nákupu zbraní. Významnou měrou přispěl k zajištění dodávek širokého spektra zbraní – včetně letadel – k obraně nově vzniklého státu Izrael. V roce 1948 byl izraelským vyslancem v Československu a Maďarsku, v roce 1950 v Rumunsku.

## Politická dráha
V mládí se ve Vídni angažoval v sionistickém hnutí Tchelet-Lavan. V izraelském parlamentu zasedl po volbách v roce 1955, do nichž šel za Mapaj. Byl členem výboru pro vzdělávání a kulturu a výboru pro zahraniční záležitosti a obranu. V červenci 1957 na post poslance rezignoval. V roce 1957 byl jmenován velvyslancem v Ghaně, v Kongu a Libérii. V letech 1961–1965 byl vysokým úředníkem na ministerstvu zahraničních věcí, v letech 1965–1968 velvyslancem v Itálii. V roce 1968 byl zvolen předsedou Světové sionistické organizace. V roce 1974 sloužil jako konzul v Chicagu a v letech 1977–1979 byl ambasadorem pro zvláštní záležitosti.